# Gesneria pedunculosa
Gesneria pedunculosa är en tvåhjärtbladig växtart som först beskrevs av Dc., och fick sitt nu gällande namn av Karl Fritsch. Gesneria pedunculosa ingår i släktet Gesneria och familjen Gesneriaceae. Inga underarter finns listade i Catalogue of Life.